# Wollblütiger Nachtschatten

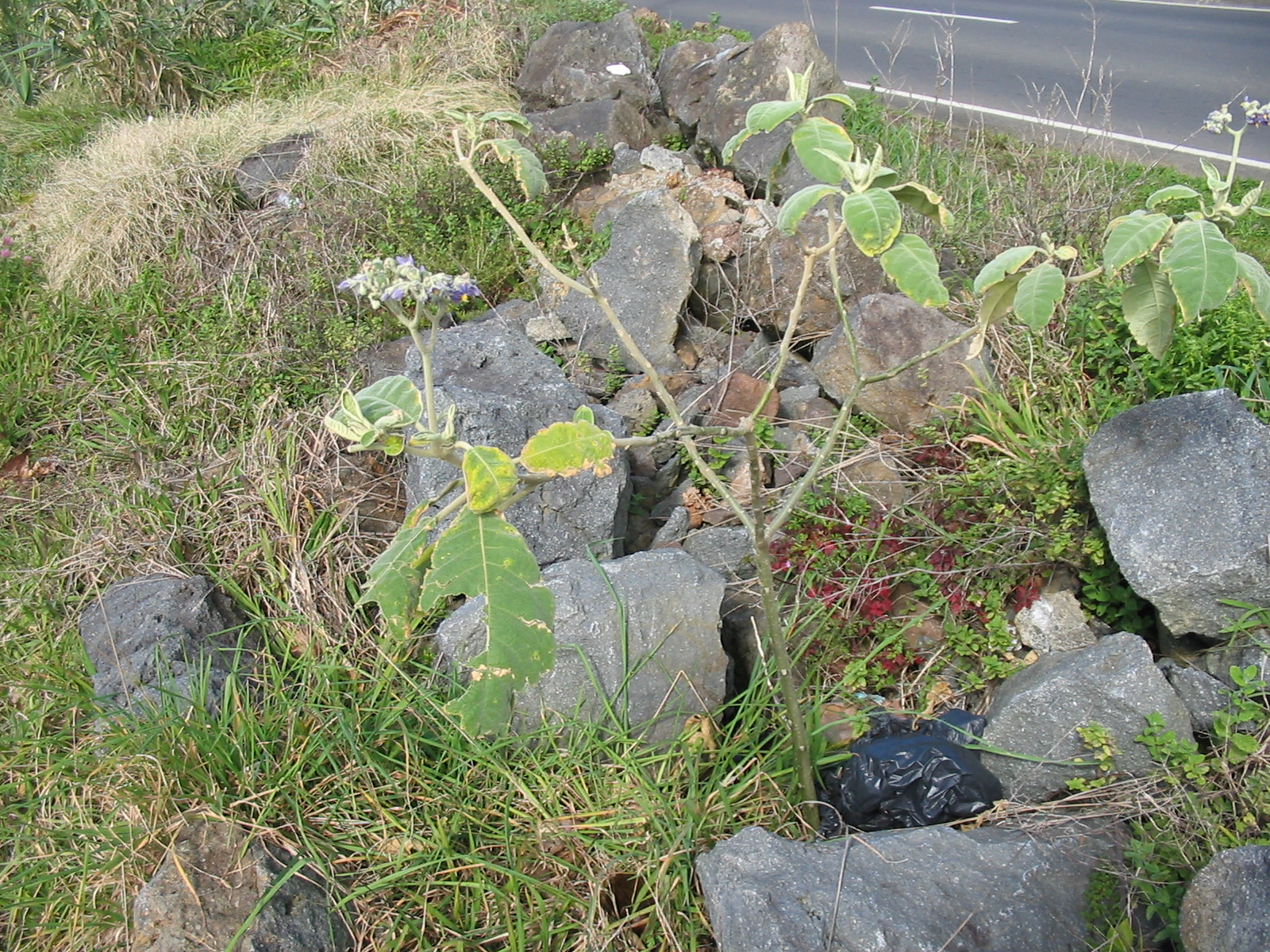
Solanum mauritianum – Habitus

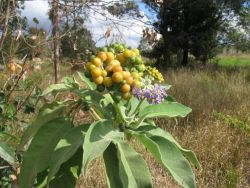
Solanum mauritianum – Beeren

Der Wollblütige Nachtschatten (Solanum mauritianum) ist eine Art aus der Gattung der Nachtschatten (Solanum). In weiten Gebieten der Tropen gilt die Art als invasiv. Alle Teile der Pflanze sind für den Menschen giftig.

## Beschreibung
Der Wollblütige Nachtschatten ist ein zwischen 2 und 4 Meter hoher, vielfach verzweigter Strauch oder Kleinbaum, der einen starken Geruch verströmt.
Die einfachen, ganzrandigen, eiförmig-elliptischen Laubblätter sind bis zu 40 Zentimeter lang und bis 30 Zentimeter breit. Die Blattspitze ist zugespitzt, die Basis ist keilförmig. Sie sitzen an 3 bis 9 Zentimeter langen Blattstielen. Sie sind dicht, filzig mit gelblichen, langstieligen, sternförmigen Trichomen behaart.
Die Blütenstände sind Trugdolden aus violetten Einzelblüten und sitzen an 15 Zentimeter langen Blütenstandsachsen. Die Kelchblätter sind zu einer 2 bis 3 Millimeter langen Kelchröhre verwachsen mit zwischen 1 und 2 Millimeter langen Lappen. Die Krone ist sternförmig und durchmisst zwischen 1,5 und 2,5 Zentimeter. Die fünf Staubblätter sitzen an 1 Millimeter langen Filamenten. Die Antheren sind eiförmig und 2 bis 3,5 Millimeter lang.
Nach den Blüte bilden sich bis 2 cm große, kugelförmige gelbe Beeren mit zahlreichen, abgeflachten 1,5 bis 2 Millimeter langen Samen.
Die Chromosomenzahl beträgt 2n = 24.

## Verbreitung
Die Art gedeiht vor allem auf besonders exponierten Standorten an Straßen und in der Nähe von Siedlungen bis 700 Meter Höhe.
Das natürliche Verbreitungsgebiet des Wollblütigen Nachtschattens liegt in Uruguay und Südost-Brasilien. Inzwischen gibt es neophytische Vorkommen in fast allen tropischen Regionen der Welt, insbesondere auf pazifischen Inseln, in Australien, Neuseeland, auf Reunion, Rarotonga, den Cookinseln, in Bhutan, auf Tonga, in fast ganz Afrika, auf Madagaskar, Hawaii und den atlantischen Inseln. Kleinere Vorkommen wurden auch auf Taiwan gefunden.
In vielen dieser Gebiete, wie auf den Azoren, gilt die Art als invasiv. In Südafrika wird mit Mitteln der biologischen Schädlingsbekämpfung gegen sie vorgegangen.

## Giftigkeit
Alle Teile von Solanum mauritianum, insbesondere die Beeren, sind für den Menschen giftig. Die wichtigsten giftigen Bestandteile sind  Glycoalkaloide und Solasodin. Der höchste Anteil dieser Stoffe ist in den unreifen Beeren enthalten  (2 % bis 3,5 % der Trockenmasse).